# Systematische Abweichung
Unter systematische Abweichung (oder auch noch systematischer Fehler (die Bezeichnung als Messfehler entspricht nicht der aktuellen Norm DIN 1319-1, ist aber gelegentlich noch anzutreffen)) versteht man diejenige Abweichung eines Messwerts einer Messgröße von ihrem wahren Wert, die einseitig gerichtet und durch im Prinzip feststellbare Ursachen bedingt ist. Sie lässt sich bei unter gleichen Bedingungen wiederholten Messungen nicht erkennen. Abweichungen, die bei solchen Wiederholungen zwischen den einzelnen Messwerten auftreten, werden dagegen zufällige Abweichungen genannt.
Systematische Abweichungen erzeugen also eine Verschiebung nach einer Seite hin, sie bedeuten in der Tendenz stets zu hohe oder stets zu niedrige Messwerte. Ein typisches Beispiel dafür sind Abweichungen, welche durch falsch justierte Messgeräte entstehen. Die systematische Abweichung eines Messgerätes braucht aber nicht über den ganzen Messbereich konstant zu sein (zum Beispiel bei einem falsch justierten Thermometer, welches hohe Temperaturen zu hoch und niedrige zu niedrig anzeigt.)
Vermeiden kann man eine systematische Abweichung nur bei bekannter Ursache.
Die Ursachen bei der Messung können mit einem falsch eingestellten Messgerät, in einer immer wieder in gleicher Weise falschen Ablesung, in der Veränderung der ursprünglichen Wirklichkeit durch das Messgerät, im Einfluss der Umgebung, in der Verwendung eines ungeeigneten Auswerte- oder Messverfahrens und vielem mehr bestehen.
Außerhalb der Messtechnik, beispielsweise im Zusammenhang mit der IEC 61508 (Funktionale Sicherheit sicherheitsbezogener Systeme), werden systematische Fehler auch als „eingebaute“ Fehler betrachtet – Schäden, die in jedem Produkt vorhanden sind. In diesem Sinne gehörte beispielsweise der Pentium-FDIV-Bug zu den systematischen Fehlern, weil die korrekte Abarbeitung einer falsch implementierten Funktion bei jedem produzierten Exemplar des Pentium-Prozessors zu exakt denselben, reproduzierbaren Rechenfehlern führte.– In der Sozialforschung kennt man systematische Abweichungen etwa als Antworttendenz.

## Zur Nomenklatur
Die systematische Messabweichung kann sich additiv aus einer bekannten und einer unbekannten Abweichung zusammensetzen.
Bei unter gleichen Bedingungen gewonnenen Messwerten ist die systematische Messabweichung eine konstante Messabweichung, sie wird Offset, (Nullpunkt-)Versatz, Ablage oder ähnlich genannt. Auch eine langsam ansteigende/abfallende Messabweichung (z. B. bei einer im Laufe der Zeit erkennbar werdenden Änderung der Anzeige) ist systematischer Natur, sie wird als Trend (engl. auch bias) oder Drift bezeichnet. Trends und Driften sind durch Wiederholungsmessungen relativ leicht aufzudecken. Sie gehen oft auf unerkannte Temperatureinflüsse zurück. Auch Alterung kommt als Ursache infrage.
In Anlehnung ans Englische wird für eine systematische Verschiebung auch das Wort Bias verwendet, worunter jedoch in der Elektronik auch eine unvermeidliche oder absichtliche einseitige Vorbeaufschlagung verstanden werden kann.

## Ursachen systematischer Messabweichungen
Die Ursachen systematischer Messabweichungen sind vielfältig. Insbesondere kommen vor:
- Unvollkommenheit der Messgeräte (Messgeräteabweichung, z. B. unzureichende Justierung, Nichtbeachtung einer Kalibrierung),
- Einflüsse wie Erwärmung, Abnutzung, Alterung (z. B. lockere Teile am Messgerät, thermische Ausdehnung, Richtungs-Abweichung oder Unrundheit von Achsen),
- Abweichungen der tatsächlichen Werte der Einflussgrößen von den vorausgesetzten Werten, (Einflusseffekte z. B. Eigenerwärmung, Refraktion, unsymmetrische Wirkungen von Temperatur oder Wind, Vibration im Untergrund),
- Abweichungen des tatsächlich vorliegenden Messobjektes vom vorausgesetzten,
- Rückwirkung bei der Erfassung der Messgröße durch das Messgerät (z. B. Rückwirkungsabweichung durch Eigenverbrauch bei elektrischen Messgeräten),
- durch den Beobachter verursachte Abweichungen (z. B. einseitige Zielfehler, Parallaxefehler);
- Verwendung einer zum Messergebnis führenden Beziehung zwischen Größen, die der tatsächlichen Verknüpfung dieser Größen nicht entspricht.

Hier nicht einsortierbar sind Verfälschungen durch Irrtümer oder Unachtsamkeit des Beobachters (z. B. falscher Zahlenwert bei der Ablesung), unvorhersehbare Ereignisse (z. B. Stöße) oder das Auftreten grober Fehler, die stets vermeidbar sind. Bei einer Ausgleichung lassen sie sich aber meist erkennen, wenn ihr Residuum die 2–3fache Standardabweichung übersteigt.

## Beispiel
Selbst die einfache Messung mit einem Lineal birgt in sich Möglichkeiten zu systematischen Messabweichungen.
1. Instrumentell (falsche Skalierung): Liegt ein Lineal oder ein Maßband in der Sonne, so erwärmt es sich und dehnt sich aus. Wenn damit die Messung durchgeführt wird, so misst man immer etwas zu kurz. Kennt man aber die Temperatur des Lineals und dessen thermischen Längenausdehnungskoeffizienten, so kann man diesen Einfluss rechnerisch beseitigen. Die systematische Abweichung wird nun im Messmodell berücksichtigt und dadurch unschädlich gemacht – im Rahmen der Kenntnis der physikalischen Zusammenhänge und der erforderlichen Daten. Ohne dieses Modell hilft ein Betrieb des Messgerätes bei den Referenzbedingungen, für die es ausgelegt ist. Bei alterungsbedingter Veränderung der Skalenträgers (insbesondere bei Kunststoff) ist eine neue Justierung bei diesem einfachen Beispiel nicht möglich. Allenfalls durch eine Kalibrierung kann man einen Faktor bestimmen, um den der jeweils abgelesene Wert zu korrigieren ist.
2. Falsche Handhabung: Legt man andererseits das Lineal beim Messen schräg an das Werkstück, so wird nun die Ablesung systematisch verfälscht. Kennt man aber den Winkel, um den das Lineal falsch angelegt (oder schief darauf geblickt) wurde, so kann man dies durch eine Winkelrechnung berücksichtigen.
3. Ungünstige Umstände: Dazu könnte ein unebener oder rutschender Untergrund, ein störender Schattenwurf der Skale und Ähnliches zählen. Hier kann man rechnerisch nicht viel korrigieren, sondern sollte die Messung unter anderen Umgebungsbedingungen wiederholen.

## Innere und äußere Genauigkeit
Im Begriff „äußere Genauigkeit“ werden systematische Abweichungen im Allgemeinen als inkludiert verstanden, während die auch Präzision genannte „innere Genauigkeit“ meist der Streubreite beim bloßen Wiederholen der Messung entspricht. Beide werden meist in Form der Standardabweichung angegeben. Der Unterschied zwischen beiden kann sich zeigen beim Wechsel des Messgerätes (siehe 1.), des Beobachters (2.) oder der äußeren Umstände (3.), etwa der Wetterlage.
So hat eine astronomische Breitenbestimmung mit Sternen und einem Passageninstrument oder einem digitalen Astrolabium eine innere Genauigkeit von 0,1", kann aber von einer Nacht zur nächsten um 0,5" variieren. Der Grund solcher „Abendfehler“ liegt in Anomalien der atmosphärischen Schichten (Astronomische Refraktion, Kuppel- bzw. Saalrefraktion) oder in kleinen Temperatureffekten, beispielsweise bei der Fernrohrbiegung.

## Umgang mit der systematischen Messabweichung
Die Bestimmung systematischer Abweichungen einer Messung ist (Zitat aus)
1. Detektivarbeit, bei der man Fehlerquellen aufdecken muss,
2. physikalisch-philosophische Überlegung, ob die Unkenntnis innerhalb oder außerhalb des theoretischen Rahmens liegt,
3. professionelle Datenanalyse, bei der die Fehler in ihrer Wichtigkeit priorisiert werden und eventuell geeignete Korrektoren eingeführt werden.

Eine zeitlich konstante systematische Abweichung lässt sich durch Wiederholung nicht feststellen oder beeinflussen; man muss die bekannte Abweichung
- durch Justierung verringern oder eliminieren oder
- durch Einhaltung der zulässigen Umgebungsbedingungen verhindern,
- durch geänderten Messaufbau vermeiden (z. B. mit zwei Kreislagen am Theodolit oder durch Kompensation),
- durch Auswertung berücksichtigen (siehe Reduktion (Messung)),
- in Kauf nehmen und bei anzugebenden Toleranzen bzw. Fehlergrenzen berücksichtigen.

Eine unbekannte systematische Messabweichung ist nur mit ausreichender Erfahrung schätzbar und durch Intervalle eingrenzbar.
Beispiele für zeitkonstante unbekannte systematische Abweichungen
- die nur mit endlicher Genauigkeit realisierbare mechanische Justierung eines Messgerätes auf einen richtigen Wert,
- Wärmeableitung durch ein Thermometerschutzrohr an einer Stelle, an der die Temperatur gemessen werden soll.

Für die unbekannte sowie die im Prinzip feststellbare, aber im Einzelnen nicht festgestellte Messabweichung {\displaystyle F} gibt man eine Fehlergrenze (bzw. einen Abweichungsgrenzbetrag) {\displaystyle G} an derart, dass {\displaystyle |F|\leq G} ist. Dabei ist {\displaystyle G} definitionsgemäß vorzeichenlos.
Bei einem driftenden Messgerät unterliegen die Messabweichungen einem Trend,– anders als bei zufälligen Abweichungen, die ungeordnet streuen. Zu dessen Aufdeckung sind, im Gegensatz zu zeitkonstanten systematischen Abweichungen, Wiederholungsmessungen als Zeitreihe erforderlich.
In anderem Zusammenhang hat die Statistik für die Behandlung von Zeitreihen, beispielsweise Börsenkursen, eigene, gänzlich andere Verfahren entwickelt.